# Majdany (Kutno)
Majdany – część miasta Kutna położona pomiędzy linią kolejową Warszawa-Poznań a rzeką Ochnią, na jej prawym brzegu. W tej części miasta ma swoje siedziby wiele zakładów przemysłowych jak np. Kutnowskie Zakłady Drobiarskie "Exdrob".
Na terenie Majdanów 15 czerwca 1940 roku powstało getto żydowskie, które okupanci zlikwidowali w marcu 1942 roku.